# Доње Буковље
Доње Буковље је насељено место у Карловачкој жупанији у Хрватској. Административно припада општини Генералски Стол.

## Становништво
Према попису становништва из 2001. године, насеље је имало 117 становника у 35 породичних домаћинстава.
Кретање броја становника по пописима 1857—2001.
| година пописа  | 1857. | 1869. | 1880. | 1890. | 1900. | 1910. | 1921. | 1931. | 1948. | 1953. | 1961. | 1971. | 1981. | 1991. | 2001. |
| бр. становника | 239   | 293   | 226   | 210   | 179   | 223   | 188   | 231   | 224   | 224   | 212   | 191   | 162   | 140   | 117   |